# 天主教沃圖波蘭加教區
天主教沃圖波蘭加教區（拉丁語：Diœcesis Votuporanguensis）是巴西一個天主教教區，包括二十五市。此教區屬里貝朗普雷圖總教區。
教區成立於2016年7月20日，2016年教區有教友172,500人，佔總人口75.0%。有廿八個堂區、司鐸四十二人。現任教區主教為莫亞西爾·阿帕雷西達·達弗雷塔斯。